# Bayan, Bayat
Bayan là một xã thuộc huyện Bayat, tỉnh Çorum, Thổ Nhĩ Kỳ. Dân số thời điểm năm 2010 là 123 người.